# Revolucions de Tunis
Les Revolucions de Tunis o Guerra de Successió Muradita és un període de guerres civils que es van produir a la Regència de Tunis entre la mort del sobirà muradita Murad II Bey el 1675 i la presa de poder del rei husseinita Hussayn I el 1705. Els bel·ligerants foren els fills de Murad II, Ali Bey El Muradi i Mohamed Bey El Muradi, el seu germà Mohamed El Hafsi El Muradi, paixà de Tunis, molts deys de Tunis, la milícia turca de Tunis i el dey d'Alger.
Els historiadors afirmen que aquestes revolucions troben la seva font en la constant lluita de poder entre la dinastia dels muradites que tendien a separar-se del jou otomà i la milícia turca de Tunis (comandats pel divan) que vol evitar que els beys esdevinguin un règim més monàrquic. Cada dey de Tunis tenia problemes per a guanyar-se la confiança del divan i dels muradites.

## Context

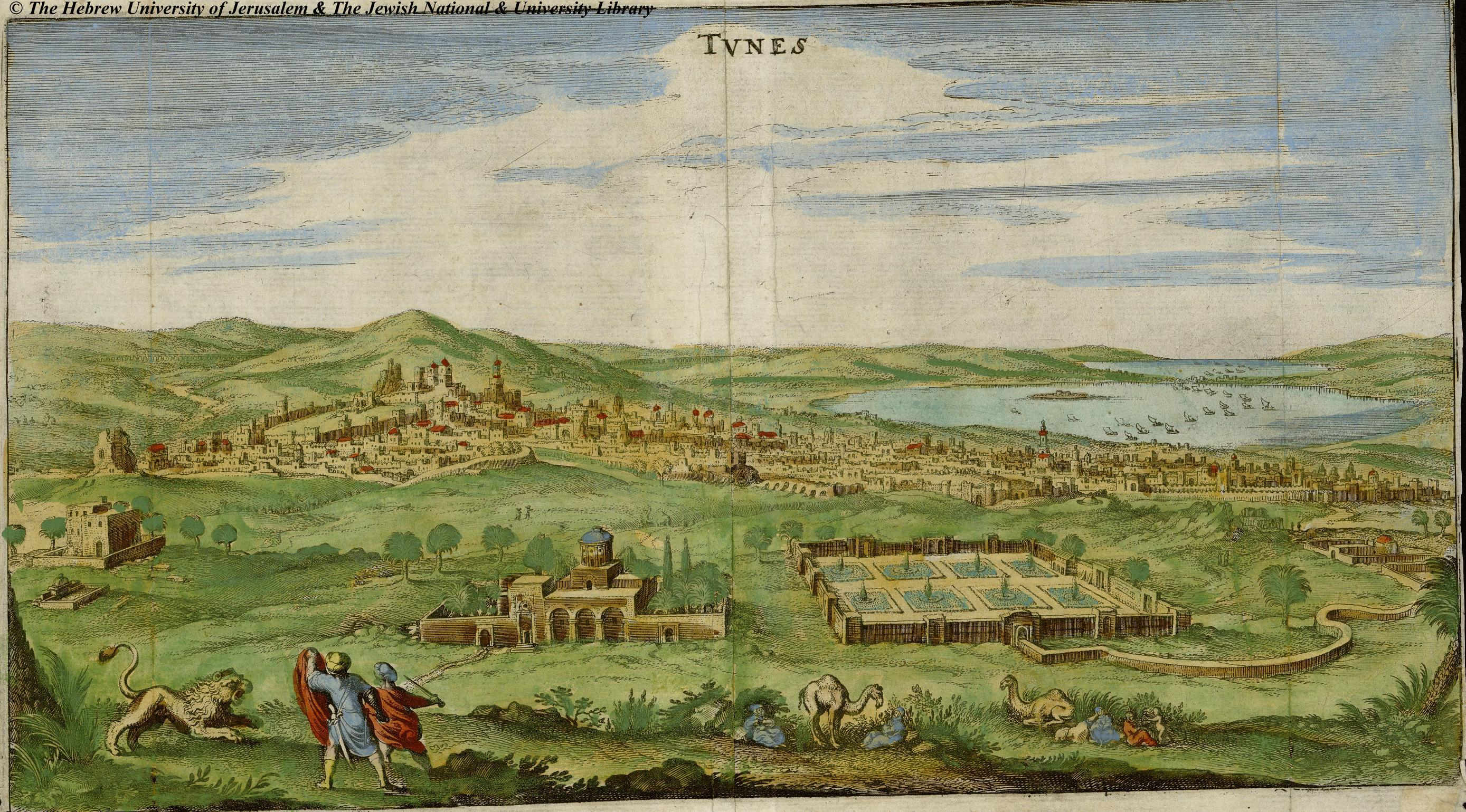
Tunis al 1646, el jardí de Musallah Al Aidan al primer pla

La regència de Tunis fou l'època que va viure l'actual Tunísia després de la Conquesta otomana de Tunis de 1574. L'Imperi Otomà cedí el poder local als beys muràdites que governaven juntament amb el divan de la milícia turca que elegia el dey, que era el verdader governador de faacto del país, ja que el paixà només tenia un rol honorífic. Aquest sistema no era ben vist pel bey Murad II, fill de Hammuda Paixà Bey que havia fet que se'l reconegués com a bei de Tunis pel dey i el divan abans de la seva mort. Murad II va multiplicar les seves intrusions en les prerrogatives del divan com l'elecció del dey, cosa que no havien fet les beys anteriors, ja que havien respectat la divisió de poders establerta pels turcs.
Quan va morir Murad II el 1675, el divan i el dey van decidir que no podien permetre que el seu poder fos usurpat pel bey muradita.

## Successió de Murad II Bey
Mohamed Bey El Muradi fou reconegut com a nou bey el 1675 després de la mort del seu pare. Tot i això, algunes setmanes després de la seva presa del poder, va exiliar el seu oncle, Mohamed El Hafsi, que havia estat escollit dey pel divan de la milícia per contrabalançar el poder del seu germà Murad II. Segons el protocol, el dey era superior i tenia més prestigi que el seu nebot per ser el fill d'Hammuda Paixà Bey, que havia estat més popular que Murad II.
El seu germà AlI Bey, decebut per haver de compartir el poder, es va refugiar amb el bey de Constantina acompanyat de les tribus del nord-oest de Tunísia a les que els havia promès or i plata. Mohamed Bey el Muradi va marxar de Tunis abans de l'arribada de les tropes d'Ali i es va refugiar a Kairuan. Ali va assetjar aquesta ciutat però Mohamed va respondre a la provocació combatent-lo. El 1677 hi va haver la batalla d'El Kerima a la plana de El Fahs que va guanyar Ali. Aquest, llavors, va tornar a Tunis per a fer-se reconèixer bey mentre el seu germà continuava a Kairuan.
Mohamed El Hasfi Paixà va retornar del seu exili amb noves tropes turques i s'alià amb el seu nebot Mohamed Bey el Muradi contra Ali Bey. Després d'una mediació del dey d'Alger es va signar un pacte el 10 de desembre de 1679 entre els tres prínceps muradites i el divan de la milícia. Alí va continuar sent bey de Tunis, el seu germà Mohamed va esdevenir caïd dels sandjaks de l'interior del país i Mohamed El Hafsi restà com paixà de Tunis.

## Revolta de Mohamed El Hafsi Paixà
Mohamed El Hafsi Paixà no estava d'acord que el rol de paixà fos únicament honorífic. Llavors es va fer un complot amb el seu nebot Mohamed per a deposar el dey de Tunis, aliat d'Ali Bey. Però, després de fracassar, fou enviat a l'exili definitiu a Istanbul. Al trencar-se l'equilibri, els germans Ali i Mohamed van tornar a començar la lluita que es van donar en combats a les muntanyes i al centre del país. Llavors, el divan i la milícia turca van triar com a nou dey a Ahmed Chelebi, que era molt popular entre els turcs per a contraposar el poder dels muradites. Aquest va elegir el mameluc Mohamed Manyout com a nou bey. En veure que podien perdre el seu poder, els germans muradites van signar una treva per unir-se contra el dey i el seu nou bey amb l'aliança del dey d'Alger, Ahmed Khodja, que temia un contagi de la revolta entre els soldats turcs d'Alger.
El maig de 1686 Tunis fou presa per l'exèrcit del dey d'Alger. Mohamed Bey va sospitar que el seu germà havia fet un complot amb els algerians per prendre el poder després de la conquesta de Tunis i el feu assassinar per a prendre ell mateix el poder a la capital. Mohamed Ben Cheker, comandant de les tribus del nord-oest que era aliat dels algerians va restar a Tunis per controlar el bey en nom del dey d'Alger. Mohamed Bey El Muradi va intentar aliar-se amb Ben Cheker oferint-li la seva filla en matrimoni però no estava segur d'aconseguir-ho perquè aquest desitjava el beylicat. Al no trobar ajuda a Tunis, la milícia va menysprear a Mohamed. Ben Cheker va sortir de Tunis i es va aliar amb les forces del dey d'Alger per prendre-la. Després d'un llarg setge molt cru per la població civil, sumat amb la fugida de Mohamed Bey al sud de Tunísia, Tunis va tornar a caure per segona vegada sota les mans del dey d'Alger, Chaabane Khodja i de Ben Cheker el 12 de novembre de 1694.

## Mohamed Bey El Muradi torna a obtenir el poder
En aquells moments, la població de Tunis, va patir les exaccions dels turcs d'Alger i les tribus de Ben Cheker que durant tres anys espoliaren els mercaders de Tunis. Els aliats de Mohamed Bey El Muradi van atiar la còlera de la població tunisiana perquè es revoltés contra l'autoritat amb la milícia turco-tunisiana al capdavant. D'aquesta manera, amb l'ajut dels soldats otomans i d'altres tribus, va atacar a Ben Cheker que no tenia el suport dels seus aliats algerians. L'1 de maig de 1695 Mohamed Bey va atacar Kairuan i al perdre, Ben Cheker i les seves tropes van fugir al Marroc. Quan Mohamed Bey es va presentar a Tunis durant el mes del Ramadà, la població local li va obrir les portes i el van reconèixer com a bey el 5 de maig. El dey de Tunis, abandonat pel dey d'Alger es va refugiar a la ciutadella de la kasbah però va acabar sent linxat per la població en venjança pels crims que havia comès durant la seva magistratura.
Mohamed Bey va pacificar tot el país i va acabar la reconstrucció de la capital que havia patit dos setges. Va morir el 1696 i els seus fills foren considerats pel divan com massa joves per a regnar i foren exclosos del belycat. Romdhane, últim fill de Murad II Bey i germà de Mohamed Bey fou reconegut com el nou bey.

## Revolta de Murad III Bey

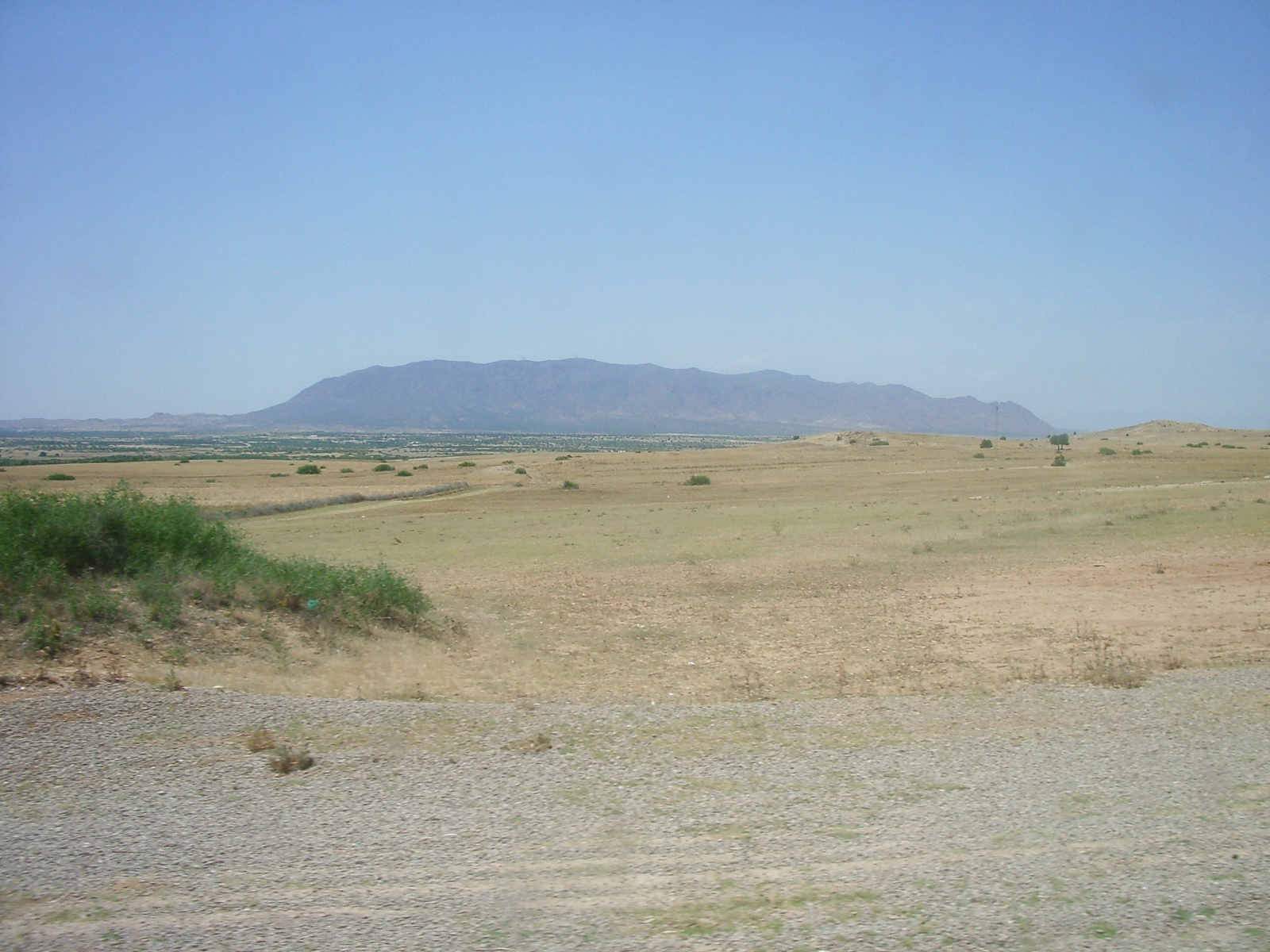
Silueta del Djebel Ousselat vist des de la plana del Sahel, lloc on es va refugiar Murad III Bey

Com que Romdhane Bey era incapaç de governar, va cedir la regència al mameluc i músic de Florència, Madhoul. Això va provocar el descontentament de la població i la milícia turca, ja que aquest no va fer una bona gestió. Així, es van conxorxar amb el nebot del bey, Murad, que fou acusat de complot i sedició. Romdhane Bey el va condemnar a treure-li els ulls, però Murad es va escapar i es va refugiar al Djebel Ousselat a on va començar a fomentar una revolta contra el seu oncle. Les guarnicions turques del centre del país i del litoral i algunes tribus àrabs van prendre partit per Murad. Llavors, Romdhane Bey va intentar fugir atemorit però fou atrapat pels aliats del seu nebot i fou decapitat el 1699.
Llavors Murad III Bey fou elegit bey als 18 anys. Aquest fou assassinar salvatgement a tots els antics aliats del seu oncle i eliminà a tots els que feien complot pel dey d'Alger que intentaven aprofitar el desordre per apoderar-se altra vegada de Tunis. Murad III Bey va declarar la guerra a la Regència d'Alger per revenjar-se de les incursions dels seus veïns. Murad III atacà Constantina juntament amb aliats de la Regència de Trípoli que estava sota el govern de Khelil Bey. El 1698 Ali Khodja, dey d'Alger va perdre una batalla fora les muralles de la ciutat. El divan d'Alger va contraatacar i obligà a Murad III Bey a abandonar el setge i a retirar-se als seus territoris.

## Cop d'estat d'Ibrahim Xerif

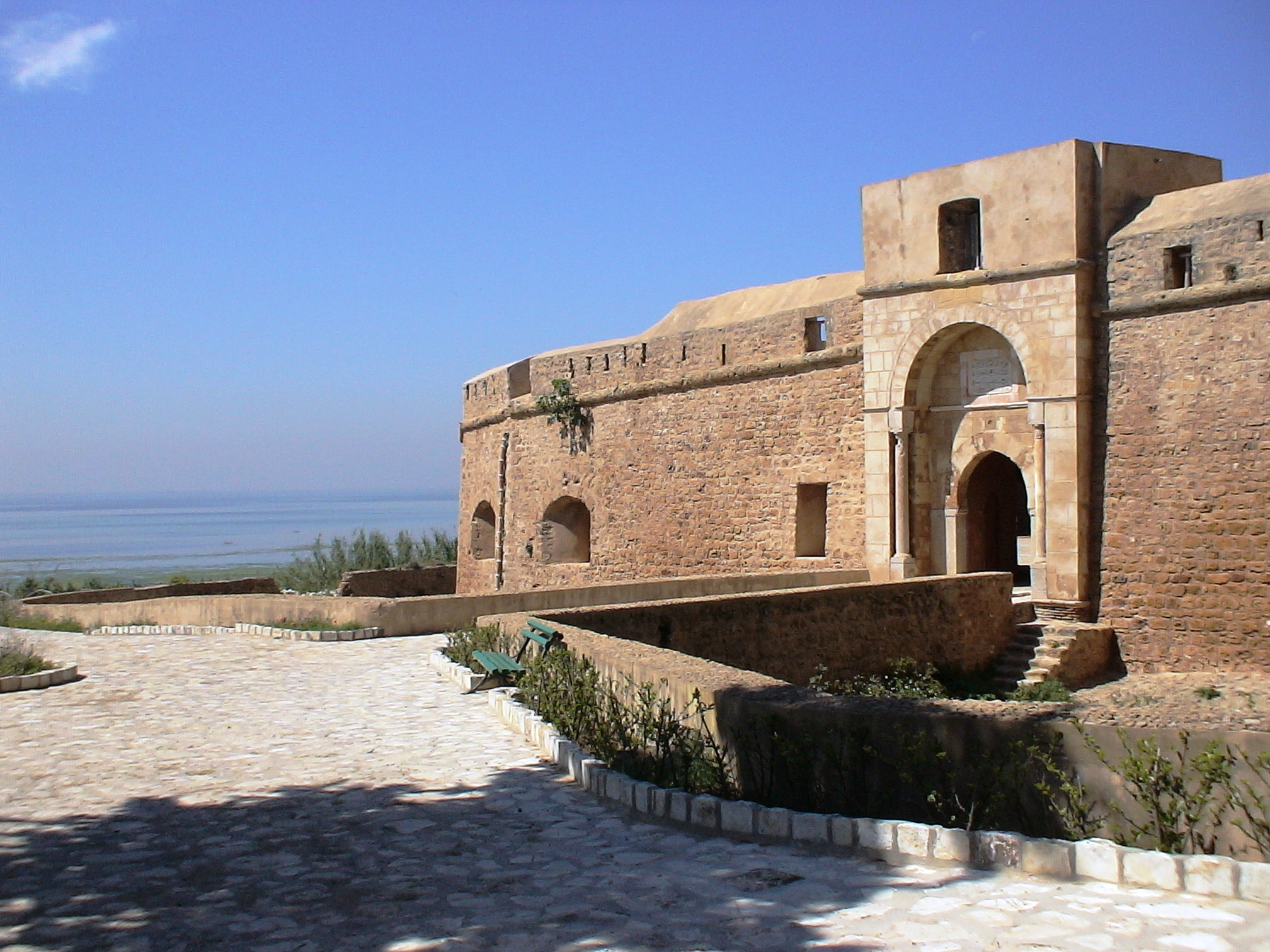
Fort de Porto Farina, on Ibrahim Xerif fou assassinat pels agents de Hussein Bey Ben Alí

Murad III Bey va tornar a lluitar contra el dey d'Alber i el bey de Constantina tres anys més tard. Va enviar a Ibrahim Xerif, agà dels geníssers de Tunis, a Istambul perquè reclutés noves tropes. En aquells moments va rebre l'ordre de que cessessin les hostilitats entre Tunis i Alger. Tot i això, els Murad III Bey va enviar les noves tropes arribades de Turquia a la frontera amb Algèria el 1702. Llavors Ibrahim Xerif es va conxorxar amb els altres lloctinents com el futur bey Hussayn ibn Alí contra Murad III.
El 8 de juny de 1702 Murad III Bey fou assassinat a prop de Zarga. Ibrahim Xerif va decapitar-lo a Constantina i va fer assassinar tots els prínceps de la seva família, com el seu germà Hassan. Fins i tot va arribar a matar el seu fill de quatre anys. Llavors va tornar a Tunis amb l'exèrcit i va anunciar a la població la fi del regnat dels muradites que havien governat la regència durant un segle. Es va fer reconèixer com bey de Tunis, però, com que no tenia poder per a obtenir el poder, es va fer elegir dey i va anunciar el final del títol de bey.

Escut d'armes dels husaynites

Degut a les massacres contra els muradites i a la seva acumulació de poder, va esdevenir molt impopular entre els turcs. El dey d'Alger es va aliar amb els tripolitans per atacar l'illa de Gerba. Ibrahim Xerif va lluitar contra el bey de Trípolí però fou vençut pel dey d'Alger a prop de Kef el 10 de juliol de 1705. Fou capturat i enviat a Alger. Alguns dies després, l'agà dels spahis, antic ministre de finaces de Murad III i fill del governador de Ket, ali El Turki, va retornar a Tunis amb les restes de l'exèrcit d'Ibrahim Xerif.
Hussain ibn Alí es va fer reconèixer bey pel divan de Tunies el 15 de juliol de 1705, amb qui va inaugurar la nova dinastia belycal de Tunis dels husaynites.